# Leo S. Kopp

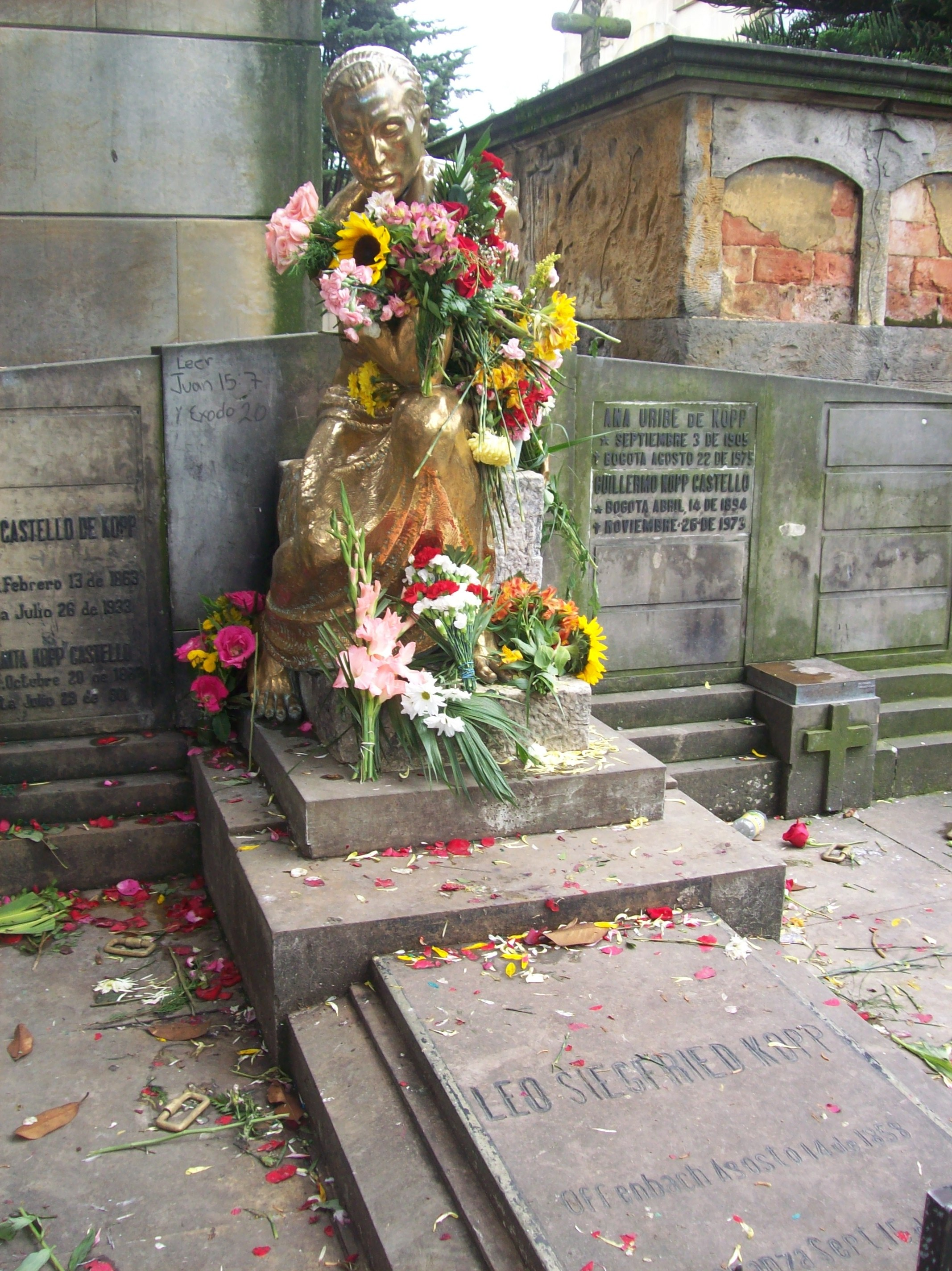
Das dauernd geschmückte Grab von „Don Leo“ auf dem Zentralfriedhof Bogotá

Leo Siegfried Kopp (* 14. August 1858 in Offenbach; † 15. September 1927 in La Esperanza, Cundinamarca) war ein deutscher Südamerika-Auswanderer, Wohltäter und Gründer der heute größten Brauerei Kolumbiens, der Bavaria S.A.

## Leben

### Herkunft und Familie
Leo S. Kopp wurde als Sohn des Kleiderfabrikanten Leopold Kopp und seiner Frau Johanna Koppel in Offenbach am Main geboren. Die Familie zog 1877 nach Frankfurt am  Main und eröffnete ein Textilfachgeschäft. 1886 entschied sich Leo mit seinem Bruder Emil nach Kolumbien auszuwandern. Dort lernte er bald seine kolumbianische Frau Maria Juana Castello González (* 13. Februar 1863; † 26. Juli 1933) kennen. Mit ihr hatte er fünf Kinder: Cecilia Kopp Castello, Juanita Kopp Castello, Leopoldo Kopp Castello, Guillermo Kopp Castello und Margarita Kopp Castello.
Leo Kopp war Freimaurer jüdischen Glaubens.

### Brauerei
„Don Leo“ und sein Bruder Emil kamen angeblich über Venezuela und Ostkolumbien 1886 nach El Socorro, ein historisches Kolonialstädtchen 290 Kilometer nördlich von Bogotá. El Socorro galt damals als wichtiges Handelszentrum. Leo Kopp heiratete hier Doña Maria Juana Castello Gonzalez aus Bogotá, deren Familie mit den Brüdern Kopp das Handelshaus Fenicia und später die Brauerei Cervecería Kopp y Cía. gründete. Im Juni 1890 wurde die Partnerschaft mit der Familie Castello wegen Misserfolgen aufgelöst. Danach verlegten die Kopps die wirtschaftlichen Aktivitäten nach Bogotá, kauften ein Grundstück und ließen die Sociedad Kopp y Castello eintragen.
Mit 31 Jahren und mit einem Startkapital von 1200 Pesos versorgt, gründete „Don Leo“ am 4. April 1889 unter dem Namen „Kopp's Deutsche Brauerei Bavaria“ seine Firma in der kolumbianischen Hauptstadt Bogotá, im Barrio San Diego, heute Stadtbezirk Santa Fe, zwischen Carrera 7 und Calle 28, gegenüber dem Museo Nacional de Colombia. Innerhalb weniger Jahre schaffe es Leo Kopp, die an Chicha (Maisschnaps) und Guarapo (gegorener Zuckerrohrsaft) gewöhnten Kolumbianer, zum Biertrinken mit der Marke La Pola zu bekehren. So kam es auch, dass der Begriff „Pola“ sich in Kolumbien, vor allem bei der ärmeren Bevölkerung, als Synonym für Bier etablierte.
Aus den Anfängen Kopps als Brauer wurde die große Cervecería Bavaria, die heute als Grupo Empresarial Bavaria fungiert, die einzige kolumbianische Firma, die das 19. Jahrhundert überlebte. Nachdem Leo Kopp 1927 gestorben war, übernahm sein Sohn Guillermo Kopp Castello die Brauerei, bis sie 1943 als Folge der Kriegserklärung Kolumbiens an das Deutsche Reich wie alle deutschen Firmen verstaatlicht wurde.

### Idol vieler Kolumbianer
„Don Leo“ war bekannt für seine Großzügigkeit und die Leute kamen zu ihm und baten um seine Unterstützung. Leo Kopp sorgte u. a. dafür, dass die arme Bevölkerung sauberes Trinkwasser zur Verfügung hatte. Er ließ Brunnen und Wasserleitungen bauen, außerdem errichtete er ein neues Stadtviertel, La Perseverancia, für Mitarbeiter und Angehörige seiner Brauerei. Dafür hält man ihn in Bogotá auch heute noch in Ehren. Sein Grab im Zentralfriedhof von Bogotá (Cementerio Central) bekommt täglich die allermeiste Anzahl von Besuchern, inmitten einer Metropole mit acht Millionen Einwohnern und unzähligen Mausoleen, die großen Dichtern, Ex-Präsidenten und berühmten Politikern gehören. Menschen stellen sich reihenweise vor sein Grab, um Gebete zu rezitieren und flüstern ihre Wünsche in „Don Leos“ Ohr. Es ist eine Statue nach dem Vorbild von Auguste Rodins „Der Denker“. Er wird von vielen als ein Heiliger betrachtet.